# باردنی
باردنی (به انگلیسی: Bardney) یک روستا و محله مدنی در بریتانیا است که در وست لیندسی واقع شده‌است. باردنی ۱٬۶۴۳ نفر جمعیت دارد.